# Schrapfendorf
Der Hof Schrapfendorf (auch „Unterster Hof“) ist ein Ortsteil von Schnellmannshausen und gehört seit 1993 zur Stadt Treffurt im Wartburgkreis in Thüringen.

## Lage
Der Ortsteil befindet sich etwa sechs Kilometer südlich der Kernstadt Treffurt im Tal des Schnellmannshäuser Bachs.

## Geschichte
Der Hof mit dem klangvollen Namen Schrapfendorf stammt vermutlich aus dem 12. Jahrhundert, seit 1925 ist er im Familienbesitz der Deisenroths. Alten Überlieferungen zufolge war er ein Mönchssitz, vermutlich ein zur Schnellmannshäuser Flur gehörender Wirtschaftshof im Besitz der fünf Kilometer entfernten Probstei Zella erzählte der Besitzer Hans Deisenroth in einem Zeitungsinterview. Als ein einträgliches Hobby betreiben die Deisenroths im Quellteich beim Gehöft eine Karpfen- und Forellenaufzucht.
Der heutige Hof Schrapfendorf befindet sich im Areal der im 14. Jahrhundert als Wüstung genannten Siedlung Schrapfendorf und gehörte im Hochmittelalter zum Gebiet der edelfreien Herren von Treffurt. An Schrapfendorf zog die von Creuzburg über Hattengehau führende Altstraße in Richtung Treffurt vorbei. Hier mündete zugleich ein aus dem Mertelstal kommender Straßenzug, der zum Gipfel des Heldrasteins aufsteigt und auch zu der im Hochmittelalter im Besitz der Treffurter Ritter gehörenden Hüneburg führt.
1640 wurde der Ortsteil erstmals urkundlich erwähnt. Er gehörte damals zum Amt Creuzburg.
Der Flurname Judengottesacker am Eingang des Mertelstals, nahe bei Schrapfendorf, erinnert an einen dort gelegenen mittelalterlichen jüdischen Friedhof.